# VW Весов
VW Весов (лат. VW Librae) — одиночная переменная звезда в созвездии Весов на расстоянии (вычисленном из значения параллакса) приблизительно 59518 световых лет (около 18248 парсеков) от Солнца. Видимая звёздная величина звезды — от более +16,5m до +13m.

## Характеристики
VW Весов — красная пульсирующая переменная звезда, мирида (M). Эффективная температура — около 4134 К.